# ファウコンFC
ファウコン・フチボウ・クルービ（ポルトガル語: Falcon Futebol Clube）は、ブラジル・セルジッペ州バーハ・ドス・コケイロスを本拠地とするサッカークラブ。

## 歴史
2020年11月23日設立。翌年のカンピオナート・セルジパーノ・セリエA2で初年度ながら優勝し、2年目の2022年もカンピオナート・セルジパーノで準優勝を記録した。そのため、設立から僅か3年目にしてカンピオナート・ブラジレイロ・セリエDに参戦した。

## 歴代所属選手
- ルーカス・ヒアン・サントス・オリベイラ 2022

## タイトル
- カンピオナート・セルジパーノ・セリエA2: 2021